# Čiang Mai (provincie)
Provincie Čiang Mai je jedna z provincií Thajska. Žije zde přibližně 1,78 milionu obyvatel. Leží v severní části země (na hranici s Myanmarem, konkrétně s Šanským státem) a z hlediska rozlohy jde o největší provincii v zemi (má 22,311 km2). Hlavním městem provincie je Čiang Mai, který leží 685 kilometrů severně od Bangkoku, nejlidnatějšího města v zemi.